# Mats Danielsson (etikettexpert)
Mats Olof Danielsson, född 21 maj 1958 i Stockholm, är en svensk entreprenör och föreläsare om vett och etikett under varumärket Etikettdoktorn. Han är även moderat politiker och var kommunfullmäktiges ordförande i Eksjö kommun 2018–2022.
Mats Danielsson driver Er Man AB med kurser, handledning, expertråd i vett och etikett och har bemötande och affärsetikett som specialitet. Han har haft ett flertal program i Sveriges Radio och medverkat i TV-programmet TV-huset 2005. Därtill är han sedan flera år SVT:s expert på vett och etikett vid Nobelfesten. Han driver dessutom Etikettbloggen och har skrivit vett och etikettboken Till vardags och fest.
Mats Danielsson är född i Stockholm och bosatt i Eksjö. Han har även bostad och kontor i Stockholm.